# Niña con abanico
Niña con abanico es una pintura de óleo sobre lienzo realizada en 1880 por el pintor francés Pierre-Auguste Renoir. Se conserva en el Museo del Hermitage de San Petersburgo. La pintura se exhibió en la séptima exposición de impresionistas en 1882.
Renoir retrata a Alphonsine Fournaise, hija de su amigo Alphonse Fournaise, rindiendo homenaje a la tradición figurativa española. La joven lleva un vestido morado claro y se encuentra sentada en una silla roja.